# Jurjevo
Jurjevo är en ort i Kroatien.   Den ligger i länet Lika, i den centrala delen av landet, 130 km sydväst om huvudstaden Zagreb. Jurjevo ligger 30 meter över havet och antalet invånare är 692.
Terrängen runt Jurjevo är varierad. Havet är nära Jurjevo västerut. Runt Jurjevo är det mycket glesbefolkat, med 2 invånare per kvadratkilometer. Närmaste större samhälle är Senj, 6,9 km norr om Jurjevo. Trakten runt Jurjevo består i huvudsak av gräsmarker.